# となりのテレ金ちゃん
『となりのテレ金ちゃん』（となりのテレきんちゃん）は、2009年7月6日よりテレビ金沢で毎週月曜 - 木曜の夕方に放送されている、ニュース・情報ワイド番組（夕方ワイド番組）。
本項目では同年7月10日より同局で毎週金曜夕方に放送されている、ニュース・情報ワイド番組（夕方ワイド番組）『花のテレ金ちゃん』（はなのテレきんちゃん）についてもあわせて述べる。

## 概要
本番組は、2009年6月まで放送されていた平日の夕方ワイド番組『びービーみつばち』と土曜日のローカル番組『Smile!』を統合させる形でスタートした。ニュース協力は北國新聞・読売新聞。
3匹の氷室饅頭と思われるマスコットは通称「テレ金ちゃん」で、ピンク色、肌色、黄緑色の3色が存在する。
2010年4月以降はコーナーが時間移動したり、ネットしていた東京発の『news every.・第2部』（現在の「第3部」）のローカル枠のコーナーを打ち切るなど若干のリニューアルを行って推移した。
2013年4月1日より放送開始時刻を15:53に繰り上げ、ローカルパートも16時台に繰り上げた事により、16:53 - 17:53には東京発の『news every.・第1部』（現在は「第2部」で16:50 - 17:53に放送）のネットを開始。
新型コロナウイルス感染拡大を受け、2020年4月27日から7月17日まで18時台ローカル枠の一部コーナーを休止の上で関東ローカル枠内の「きょうコレ」を臨時ネットした。
2020年以降、祝日編成などにより第1部（15:53 - 16:50）を休止する場合がある。

## 花のテレ金ちゃん
『花のテレ金ちゃん』（はなのテレきんちゃん）は、2009年7月10日よりテレビ金沢にてスタートした金曜夕方のニュース・情報ワイド番組である。通称『花金ちゃん』。番組内では、番組タイトルにちなみ今週の花が紹介される。
2013年4月5日より放送開始時刻を15:53に繰り上げ、16:50 - 17:53には東京発の『news every.・第1部』（現在は「第2部」で2016年度は16:53 - 17:53に放送）の同時ネットを開始する。
2020年12月4日には本番組のスペシャル放送となる『テレビ金沢開局30周年記念特番 となりもとなりも!花のテレ金ちゃん』を15:53 - 19:56に放送（17:53 - 18:15は『news every.・第3部』NNN枠をネット）し、本番組としては初めてのゴールデンタイムでの放送となった。

## 出演者
- 特記のない人物は、テレビ金沢アナウンサー（出演当時）。

### MC・ニュース・曜日レギュラー
| 期間      | 期間       | となりのテレ金ちゃん                            | となりのテレ金ちゃん                            | となりのテレ金ちゃん           | となりのテレ金ちゃん                            | となりのテレ金ちゃん |
| 期間      | 期間       | MC                                              | MC                                              | MC                             | MC                                              | ニュース             |
| 期間      | 期間       | 月曜日                                          | 火曜日                                          | 水曜日                         | 木曜日                                          | ニュース             |
| --------- | ---------- | ----------------------------------------------- | ----------------------------------------------- | ------------------------------ | ----------------------------------------------- | -------------------- |
| 2009.7.6  | 2010.5.26  | 塚田誉 橋永晶子                                 | 塚田誉 細木美知代                               | 塚田誉 橋永晶子                | 塚田誉 細木美知代                               | 中村昭治             |
| 2010.5.31 | 2010.12.27 | 塚田誉 橋永晶子                                 | 塚田誉 細木美知代                               | 塚田誉 橋永晶子                | 塚田誉 細木美知代                               | 松濤まり             |
| 2011.1.4  | 2013.3.28  | 塚田誉 橋永晶子                                 | 塚田誉 橋永晶子                                 | 塚田誉 橋永晶子                | 塚田誉 橋永晶子                                 | 松濤まり             |
| 2013.4.1  | 2014.6.26  | 塚田誉 北村まあさ 山口真孝                      | 塚田誉 北村まあさ 山口真孝                      | 塚田誉 北村まあさ 山口真孝     | 塚田誉 北村まあさ 山口真孝                      | 松濤まり             |
| 2014.6.30 | 2014.12.25 | 塚田誉 北村まあさ                               | 塚田誉 北村まあさ                               | 塚田誉 北村まあさ              | 塚田誉 北村まあさ                               | 松濤まり             |
| 2015.1.5  | 2015.10.1  | 塚田誉 北村まあさ                               | 塚田誉 北村まあさ                               | 塚田誉 北村まあさ              | 塚田誉 北村まあさ                               | 鈴木麻夏             |
| 2015.10.5 | 2015.12.27 | 塚田誉 鈴木麻夏 金山哲平                        | 塚田誉 鈴木麻夏 金山哲平                        | 塚田誉 鈴木麻夏 金山哲平       | 塚田誉 鈴木麻夏 金山哲平                        | 川崎谷桐子           |
| 2016.1.4  | 2016.9.29  | 塚田誉 鈴木麻夏 金山哲平                        | 塚田誉 鈴木麻夏 金山哲平                        | 塚田誉 鈴木麻夏 金山哲平       | 塚田誉 鈴木麻夏 金山哲平                        | 越崎成人             |
| 2016.10.3 | 2016.12.27 | 塚田誉 鈴木麻夏 金山哲平                        | 塚田誉 鈴木麻夏 金山哲平                        | 塚田誉 鈴木麻夏 金山哲平       | 塚田誉 鈴木麻夏 金山哲平                        | 佐竹美希             |
| 2017.1.4  | 2018.3.29  | 佐野幸穂 金山哲平 宇賀神唯                      | 佐野幸穂 金山哲平 馬場ももこ                    | 佐野幸穂 宇賀神唯              | 佐野幸穂 金山哲平 宇賀神唯                      | 佐竹美希             |
| 2018.4.2  | 2019.3.28  | 佐野幸穂 金山哲平 徳前藍                        | 佐野幸穂 金山哲平 馬場ももこ                    | 佐野幸穂 金山哲平 徳前藍       | 佐野幸穂 金山哲平 吉道さゆり                    | 佐竹美希             |
| 2019.4.1  | 2020.3.26  | 金山哲平 馬場ももこ（元テレビ金沢アナウンサー） | 金山哲平 馬場ももこ（元テレビ金沢アナウンサー） | 金山哲平 徳前藍 笠井結理奈     | 金山哲平 徳前藍                                 | 高橋泉               |
| 2020.3.30 | 2020.10.1  | 金山哲平 徳前藍                                 | 金山哲平 徳前藍                                 | 金山哲平 笠井結理奈 森開こゆき | 金山哲平 徳前藍                                 | 高橋泉               |
| 2020.10.5 | 2021.3.25  | 金山哲平 森開こゆき                             | 金山哲平 徳前藍                                 | 金山哲平                       | 金山哲平 徳前藍                                 | 高橋泉               |
| 2021.3.29 | 2021.12.27 | 越崎成人 吉道さゆり（元テレビ金沢アナウンサー） | 越崎成人 森開こゆき                             | 越崎成人 森開こゆき            | 越崎成人 高橋泉                                 | 市川栞               |
| 2022.1.4  | 2022.3.31  | 越崎成人 吉道さゆり（元テレビ金沢アナウンサー） | 越崎成人 森開こゆき                             | 塚田誉 久保結 森谷美雲         | 越崎成人 高橋泉                                 | 市川栞               |
| 2022.4.4  | 2022.6.2   | 越崎成人 佐野幸穂                               | 塚田誉 森谷美雲                                 | 越崎成人 久保結                | 越崎成人 吉道さゆり（元テレビ金沢アナウンサー） | 市川栞               |
| 2022.6.6  | 2022.9.29  | 越崎成人 佐野幸穂                               | 塚田誉 佐藤希生                                 | 越崎成人 久保結                | 越崎成人 吉道さゆり（元テレビ金沢アナウンサー） | 市川栞               |
| 2022.10.3 | 2023.3.30  | 越崎成人 佐野幸穂                               | 塚田誉 佐藤希生                                 | 塚田誉 久保結 森谷美雲         | 越崎成人 吉道さゆり（元テレビ金沢アナウンサー） | 市川栞               |
| 2023.4.3  | 2023.9.28  | 越崎成人 久保結                                 | 越崎成人 塚田誉 佐藤希生                        | 越崎成人 久保結 佐藤希生       | 越崎成人 吉道さゆり（元テレビ金沢アナウンサー） | 市川栞               |
| 2023.10.2 | 2024.3.28  | 越崎成人 久保結                                 | 越崎成人 久保結 佐藤希生                        | 久保結 佐藤希生                | 越崎成人 吉道さゆり（元テレビ金沢アナウンサー） | 市川栞               |
| 2024.4.1  | 2024.6.28  | 佐野幸穂 森谷美雲                               | 越崎成人 佐藤希生                               | 久保結 佐藤希生                | 越崎成人 吉道さゆり（元テレビ金沢アナウンサー） | 市川栞               |
| 2024.7.1  | 2024.9.30  | 佐野幸穂 大河内陽太                             | 佐藤希生 森谷美雲                               | 佐藤希生 森谷美雲              | 吉道さゆり 村松朋也                             | 市川栞               |
| 2024.10.1 | 2025.3.27  | 佐藤希生 大河内陽太                             | 佐藤希生 村松朋哉                               | 佐藤希生 森谷美雲              | 吉道さゆり 村松朋哉                             | 市川栞               |
| 2025.3.31 | 現在       | 佐藤希生 村松朋哉                               | 佐藤希生 村松朋哉                               | 佐藤希生 村松朋哉              | 佐藤希生 村松朋哉                               | 市川栞               |

| 期間      | 期間       | 花のテレ金ちゃん                                                               | 花のテレ金ちゃん |
| 期間      | 期間       | MC                                                                             | ニュース         |
| --------- | ---------- | ------------------------------------------------------------------------------ | ---------------- |
| 2009.7.10 | 2010.5.27  | 平山貴人（フリーアナウンサー） 平見夕紀（元テレビ金沢アナウンサー）            | 中村昭治         |
| 2010.6.3  | 2012.9.28  | 平山貴人（フリーアナウンサー） 平見夕紀（元テレビ金沢アナウンサー）            | [ 9 ]            |
| 2012.10.5 | 2013.3.29  | 平山貴人（フリーアナウンサー） 松濤まり                                        | [ 10 ]           |
| 2013.4.5  | 2014.12.26 | 平山貴人（フリーアナウンサー） 佐野幸穂                                        | 松濤まり         |
| 2015.1.9  | 2015.9.25  | 平山貴人（フリーアナウンサー） 佐野幸穂                                        | 鈴木麻夏         |
| 2015.10.2 | 2015.12.25 | 平山貴人（フリーアナウンサー） 馬場ももこ/佐竹美希（隔週）                     | 川崎谷桐子       |
| 2016.1.8  | 2016.5.27  | 平山貴人（フリーアナウンサー） 馬場ももこ/佐竹美希（隔週）                     | 越崎成人         |
| 2016.6.3  | 2016.9.30  | 平山貴人（フリーアナウンサー） 宇賀神唯                                        | 佐竹美希         |
| 2016.10   | 2016.12    | 平山貴人（フリーアナウンサー） 宇賀神唯                                        | 越崎成人         |
| 2017.1.4  | 2017.5.26  | 平山貴人（フリーアナウンサー） 吉道さゆり 小田島愛                             | 越崎成人         |
| 2017.6.2  | 2019.3.29  | 平山貴人（フリーアナウンサー） 吉道さゆり 小田島愛 塚田誉                      | 越崎成人         |
| 2019.4.5  | 2020.3.27  | 平山貴人（フリーアナウンサー） 佐野幸穂 笠井結理奈                             | 越崎成人         |
| 2020.4.3  | 2020.9.25  | 平山貴人（フリーアナウンサー） 塚田誉 笠井結理奈                               | 越崎成人         |
| 2020.10.2 | 2021.3.26  | 平山貴人（フリーアナウンサー） 塚田誉 吉道さゆり（元テレビ金沢アナウンサー）   | 越崎成人         |
| 2021.4.2  | 2021.9.24  | 平山貴人（フリーアナウンサー） 塚田誉 吉道さゆり（元テレビ金沢アナウンサー）   | 金山哲平         |
| 2021.10.1 | 2021.12.24 | 平山貴人（フリーアナウンサー） 吉道さゆり（元テレビ金沢アナウンサー） 森谷美雲 | 金山哲平         |
| 2022.1.7  | 2022.3.25  | 平山貴人（フリーアナウンサー） 吉道さゆり（元テレビ金沢アナウンサー） 久保結   | 金山哲平         |
| 2022.4.1  | 2022.8.26  | 平山貴人（フリーアナウンサー） 佐野幸穂 久保結                                 | 金山哲平         |
| 2022.9.2  | 2024.3.29  | 平山貴人（フリーアナウンサー） 佐野幸穂 久保結                                 | 佐藤希生         |
| 2024.4.5  | 2024.6.28  | 平山貴人（フリーアナウンサー） 久保結 森谷美雲                                 | 佐藤希生         |
| 2024.7.5  | 2025.3.28  | 平山貴人（フリーアナウンサー） 佐野幸穂 森谷美雲                               | 越崎成人         |
| 2025.4.4  | 2025.4.25  | 平山貴人（フリーアナウンサー） 徳前藍（フリーアナウンサー） 大河内陽太         | 越崎成人         |
| 2025.5.2  | 現在       | 平山貴人（フリーアナウンサー） 徳前藍（フリーアナウンサー） 大河内陽太         | 吉道さゆり       |

| 期間      | 期間      | レギュラー                                     | レギュラー                             | レギュラー                     | レギュラー                     | レギュラー                                                        |
| 期間      | 期間      | 月曜日                                         | 火曜日                                 | 水曜日                         | 木曜日                         | 金曜日                                                            |
| --------- | --------- | ---------------------------------------------- | -------------------------------------- | ------------------------------ | ------------------------------ | ----------------------------------------------------------------- |
| 2013.4.1  | 2015.10.2 | 大平まさひこ（司会者）                         | 大平まさひこ（司会者）                 | ぶんぶんボウル（お笑いコンビ） | ぶんぶんボウル（お笑いコンビ） | 村田陽子（ナレーター）                                            |
| 2015.10.5 | 2025.3.28 | 大平まさひこ（司会者）                         | 成田由里（実業家）                     | ぶんぶんボウル（お笑いコンビ） | しもおきひろこ（料理研究家）   | 松原健之（月1回） ※2024年度は月の最後の金曜日に出演することが多い |
| 2025.3.31 | 現在      | 山本雄貴（ドローンショー・ジャパン代表取締役） | なとみみわ（漫画家・イラストレーター） | 月替わりゲスト                 | しもおきひろこ（料理研究家）   | 松原健之（月1回） ※2024年度は月の最後の金曜日に出演することが多い |

### その他の出演者
- 松原健之（歌手、毎月1回出演）
- 宮崎由加（歌手・タレント、元Juice=Juice、毎月1回出演）
- 藤井貴彦（news zeroキャスター、「藤井貴彦の今ここから」毎月1回金曜日出演）

ほか

### 月替わりゲスト
- 金城梨紗子[14]（レスリング金メダリスト、2025年4月2日 - 4月30日）
- 山崎至（モデル・実業家、2025年5月7日 - 5月28日）
- 大月さゆ（元・宝塚歌劇団 娘役、2025年6月4日 - 6月25日）
- 中山智恵子（能登半島広域観光協会 広報、2025年7月2日 - 7月30日）
- 吉田サラダ（富山県住みます芸人、2025年8月6日 - ）

## 放送時間
| 期間      | 期間      | 【月曜 - 木曜】 となりのテレ金ちゃん【金曜】 花のテレ金ちゃん | 【月曜 - 木曜】 となりのテレ金ちゃん【金曜】 花のテレ金ちゃん | 【月曜 - 木曜】 となりのテレ金ちゃん【金曜】 花のテレ金ちゃん | 【月曜 - 木曜】 となりのテレ金ちゃん【金曜】 花のテレ金ちゃん | 備考   |
| 期間      | 期間      | 放送時間（JST）                                               | ローカル枠                                                    | ローカル枠                                                    | ローカル枠                                                    | 備考   |
| --------- | --------- | ------------------------------------------------------------- | ------------------------------------------------------------- | ------------------------------------------------------------- | ------------------------------------------------------------- | ------ |
| 2009.7.6  | 2011.9.30 | 16:52 - 19:00 （128分）                                       | 16:52 - 17:50（58分）                                         | 16:52 - 17:50（58分）                                         | 18:16 - 19:00（44分）                                         | [ 15 ] |
| 2011.10.3 | 2013.3.28 | 16:52 - 19:00 （128分）                                       | 16:52 - 17:53（61分）                                         | 16:52 - 17:53（61分）                                         | 18:15 - 19:00（45分）                                         | [ 16 ] |
| 2013.4.1  | 2016.3.25 | 15:53 - 19:00 （187分）                                       | 月曜 - 木曜 15:53 - 16:53 （60分）                            | 金曜 15:53 - 16:50 （57分）                                   | 18:15 - 19:00（45分）                                         | [ 17 ] |
| 2016.3.28 | 2017.3.31 | 15:53 - 19:00 （187分）                                       | 15:53 - 16:53（60分）                                         | 15:53 - 16:53（60分）                                         | 18:15 - 19:00（45分）                                         | [ 18 ] |
| 2017.4.3  | 2024.3.29 | 15:53 - 19:00 （187分）                                       | 15:53 - 16:50（57分）                                         | 15:53 - 16:50（57分）                                         | 18:15 - 19:00（45分）                                         | [ 19 ] |
| 2024.4.1  | （現在）  | 15:53 - 19:00 （187分）                                       | 15:53 - 16:45（52分）                                         | 15:53 - 16:45（52分）                                         | 18:15 - 19:00（45分）                                         | [ 20 ] |

## 主な出来事
- 2009年9月28日：びわ湖放送アナウンサー（当時）の牧田もりかつが「いいじゃないか男だ」のプロモーションでゲスト出演。ゲスト出演後は、夏季休暇中の塚田の代役としてコメンテーターとしても出演した[21][22]。
- 2010年5月21日：『ズームイン!!SUPER』メインキャスターであった羽鳥慎一（当時日本テレビアナウンサー）が特別ゲストとして出演。めいてつ・エムザで開催された「ズームイン!!SUPER全国うまいもの博」でのトークショー後に出演した。
- 2012年4月2日：『情報ライブ ミヤネ屋』（読売テレビ）司会の宮根誠司と塚田誉とのインタビューが実現。宮根が石川県滞在時には本番組を見ていたと語る。これ以降、番組内のCM明けに流れるアイキャッチ（番組タイトルを呼ぶもの）には、宮根と塚田が共演したものが不定期に使われる。
- 2019年：番組開始から10周年を迎え、同年6月24日 - 6月28日まで特別企画「感謝の10年! 大反省会」と題し特別編を15:53 - 16:50[23] に放送。2020年3月23日 - 27日にも特別編を放送している。
- 新型コロナウイルス感染拡大に伴い、2020年4月27日から7月17日まで18時台の企画を休止し[24]、『news every.・第3部』関東ローカルパートを「きょうコレ」からエンディングまでネットした。この期間の18時台ローカル枠は基本的に県内ニュースキャスターのみの出演となり、5月末まではニューススタジオ（報道フロア）からの放送となっていた。
- 2020年12月4日には本番組のスペシャル放送となる『テレビ金沢開局30周年記念特番 となりもとなりも!花のテレ金ちゃん』を15:53 - 19:56に放送（『news every.』は17:53 - 18:15の第3部NNN枠のみ本番組内包でネット）。放送時間が4時間を超え、19:00を跨いでゴールデンタイムに放送されるのは初めてとなった[25]。
- 2024年2月1日には能登半島地震の発生から1ヶ月が経過した事を受け、news every. 一部コーナーを臨時でネットした。また、被災者向けにテレビ金沢公式YouTubeチャンネルでも同時生配信された。

## 番組休止時の放送形態
- 第1期では、東京発の『news every.』を第2部のみ放送し、NNN枠に引き続き、ローカル枠の「特集」・「気になる!」を臨時ネットした後、石川県内のニュースおよび天気予報を放送する。
- 第2期
  - 2013年末では、東京発の『news every.』を第2部のみ放送し、NNN枠に引き続き、ローカル枠の「特集」を臨時ネットした後、石川県内のニュースおよび天気予報を放送する（東京発の『news every.』は第0部から放送されていたが、通常時とは異なり、第1部を臨時非ネットとした）。
  - 2014年末では、12月23日に本番組の年内最終放送を行うも、東京発の『news every.』第2部を臨時非ネットとし、自社制作枠を拡大することから、翌12月24日に東京発の『news every.』を第2部の全編および第3部の途中までを放送するが、第3部ではNNN枠に引き続き、ローカル枠の「特集」「気になる!」および「きょうコレ」（途中まで）を臨時ネットした後、石川県内のニュースおよび天気予報を放送する。
  - 2014年12月25日以降[26]は東京発の『news every.』を第3部のみ放送し、NNN枠に引き続き、ローカル枠の「特集」、「気になる!」、「木原さんのお天気（関東ローカルの天気予報）」、「きょうコレ」（2019年と2020年の年末は「木原さんのお天気」と「きょうコレ」は非ネット）[27]を臨時ネットした後、石川県内のニュースおよび天気予報を放送する。なお、『news every.』第2部は通常時とは異なり[26]臨時非ネットとした。
    - 2021年始では、東京発の『news every.』を第1部をネット。その他は前述の通りである。

  - 2018年2月14日は16:30 - 19:00に『ピョンチャンオリンピック2018』中継を放送のため当番組は全面休止となった。なお、この日は15:50 - 16:30に短縮版の『news every.』を単独番組扱いで放送。年末年始編成以外で単独番組扱いになるのは初めてのケースであった。なお、番組終盤の「お帰り天気」とエンディングは石川県内のニュースおよび天気予報に差し替えられた。
  - 2019年6月24日 - 6月28日には前述の通り、特別編を放送するためレギュラー放送は休止だったが、東京発の『news every.』は通常通り第2部から放送。また、この期間は17:30頃の「木原さんのお天気」を差し替えせずにそのまま放送した。
  - 2019年10月22日は天皇陛下の「即位礼正殿の儀」に関するNNN報道特別番組『NNN news every.特別版 即位礼正殿の儀スペシャル』（15:50 - 16:50）および『Fun!BASEBALL!! SMBC日本シリーズ2019第3戦「読売ジャイアンツ×福岡ソフトバンクホークス」』中継（18:00 - ）が放送されるため、当番組は休止となった。全面休止になるのは1年8ヶ月ぶり2度目である。なお、16:50 - 18:00にはこの日該当時間帯に繰り上げ放送となった『news every.・第3部』を単独番組扱いで関東ローカル枠も含め臨時フルネットした。ただ、「木原さんのお天気」部分は石川県内のニュースおよび天気予報に差し替えられた。
  - 2021年3月11日は当日で東日本大震災の発生から10年となるのに合わせ、13:55 - 19:00に『NNN未来のチカラ ミヤネ屋×every.×zero×バンキシャ!特別版』を放送のため本番組としては休止となったが、18:15 - 18:42頃に本番組の出演者・フォーマットで県内ニュース・天気予報を放送した。
  - 東京オリンピック中継のため、2021年7月27日・8月5日は休止、8月4日は17:50までの短縮放送となった。8月4日は16時台は通常の流れ、17時台は16:50 - 17:25が『news every.・第3部』全国ネット枠の同時ネット、17:25 - 17:50が県内ニュース・天気予報という構成で放送された。

※2022年末は12月23日で通常放送終了。翌週12月26日から29日はnews everyとして放送。17時台の木原さんのお天気は差し替えず放送。18時台は18時15分から通常通り県内ニュースを放送。特集は日本テレビの遅れネットを放送した以外はとなりのテレ金ちゃん18時台のコーナーを通常通り放送。（但しニューススタジオから）またとなりのテレ金ちゃんのアイキャッチもあり。CM前のテロップ、音楽もとなりのテレ金ちゃんと同じだった。

## 放送時間の短縮等
- 2020年3月20日は17:50 - 22:54に「プロ野球開幕戦 巨人vsDeNA×じわじわくる映像アワード2020合体!5時間SP」の放送のため、17:50までの短縮放送を予定していた。しかし、新型コロナウイルスの影響でプロ野球の2020年シーズン公式戦の開幕が延期となったため同番組が休止[28] となったため、通常放送に変更となった。その後、3か月遅れの6月19日にプロ野球の2020年シーズン公式戦が開幕し、この日に改めて開幕戦中継が組まれたため、17:50までの短縮対応が取られた。